# Educazione musicale in Italia
L'educazione musicale in Italia comprende interventi previsti nei servizi educativi della prima infanzia (asili nido), negli ordinamenti didattici delle scuole dell'infanzia, dell'istruzione primaria e secondaria e del sistema dell'Alta formazione artistica, musicale e coreutica (AFAM) e, per alcuni aspetti, dell'università. Comprende inoltre le attività formative praticate in ambito extrascolastico da enti e associazioni musicali. Gli aspetti epistemologici, metodologici e didattici relativi all'insegnamento/apprendimento della musica sono affrontati da discipline specifiche quali la pedagogia musicale, la psicologia della musica, la didattica della musica, l'antropologia musicale.

## Storia

### La prima metà del secolo XX
Le attività musicali nella scuola italiana compaiono per la prima volta in una circolare del 1885 come “esercizi di canto”. Nei programmi del ministro Baccelli del 1894 il canto è inserito tra le materie facoltative e tale rimane anche nei successivi programmi del 1905 del ministro Orlando, nonostante nel primo congresso pedagogico nazionale tenutosi a Torino nel 1898 si sottolineasse già, da parte di Rosa Agazzi e Pietro Pasquali, la valenza educativa della musica. Di Rosa Agazzi va ricordato il volume “L’abbicì del canto educativo” (I edizione 1908; II edizione Ed. La Scuola, Brescia, 1936). Una maggiore attenzione alla musica viene dedicata nei “Programmi per gli Asili d’infanzia” emanati col Regio Decreto n. 27 del 4 gennaio 1914. Con la riforma del 1923, ad opera di Giuseppe Lombardo-Radice e del ministro Giovanni Gentile, nel “grado preparatorio”, coincidente con la scuola materna, sono previste attività di canto e ritmiche, e nella scuola elementare “Canto” diventa disciplina curricolare. L’Ordinanza Ministeriale applicativa del Regio Decreto n. 2185 del 1 ottobre 1923 contiene dettagliati “Programmi di studio e prescrizioni didattiche per le scuole elementari” in ordine al canto – fino al «canto corale e polifonico, che deve essere la meta tanto nella scuola quanto, e più nella vita», alla conoscenza e alla pratica della notazione, agli esercizi di ritmica, alle posture durante il canto, e, nelle classi successive alla 5ª, alle «notizie sui grandi musicisti italiani; cori di opere classiche italiane, più facilmente adattabili a giovinetti». Purtroppo la musica era di fatto assente nelle scuole secondarie, ad eccezione dell’Istituto magistrale (con due ore di “Elementi di musica e canto corale” e due, facoltative, di Strumento), nel Liceo femminile e, come Canto corale, nelle scuole di avviamento professionale. Il canto e le attività ritmiche sono riconfermate anche nelle disposizioni della “Carta della scuola” del 1939 e nei testi normativi emanati nel 1945 dal ministro Vincenzo Arangio Ruiz. Nella prima metà del secolo XX le vicende legate all’educazione musicale nei vari ordini e gradi di scuola sono in qualche modo da correlare agli sviluppi dei Conservatori di musica. Una prima sistemazione degli ordinamenti di tali istituzioni si ebbe con la legge n. 734 del 6 luglio 1912 e con il regolamento del 1918 che definì i programmi di studio. Gli ordinamenti furono poi regolamentati con il Regio Decreto n. 3123 del 31 dicembre 1923 (ministro Gentile) in cui tra l’altro si specifica che «I regi Conservatori di musica di Firenze, Milano, Napoli, Palermo, Parma e Roma, hanno per fine l’educazione musicale […]». Negli anni successivi ai sei conservatori statali se ne aggiungono via via in altre città e nel 1930 il ministro della Pubblica Istruzione Balbino Giuliano emana le nuove norme per l’ordinamento e i nuovi programmi d’esame. Non era previsto nessun corso specifico per la formazione degli insegnanti. Qualche informazione di didattica musicale rivolta al canto corale era prevista nel corso di “Musica corale e direzione di coro”.

### Dal secondo dopoguerra ad oggi
Numerosi sono i provvedimenti che hanno riguardato i vari ordini e gradi di scuola e che hanno modificato anche le disposizioni relative all’insegnamento della musica. Le più recenti disposizioni relative agli ordinamenti scolastici si basano sul Decreto del Presidente della Repubblica n. 275 “Regolamento recante norme in materia di Autonomia delle istituzioni scolastiche ai sensi dell'art.21, della legge 15 marzo 1997, n.59”. Alle istituzioni scolastiche è conferita l’autonomia didattica e organizzativa, di ricerca, sperimentazione e sviluppo attraverso il Piano dell’Offerta Formativa (POF) che «è il documento fondamentale costitutivo dell’identità culturale e progettuale delle istituzioni scolastiche ed esplicita la progettazione curricolare, extracurricolare, educativa ed organizzativa che le singole scuole adottano nell'ambito della loro autonomia». Nel 2015 è approvata dal Parlamento la Legge 13 luglio 2015 n. 107, cosiddetta La Buona Scuola, “Riforma del sistema nazionale di istruzione e formazione e delega per il riordino delle disposizioni legislative vigenti”. Nella Legge 107, tra gli obiettivi formativi individuati come prioritari, si fa esplicito riferimento al «potenziamento delle competenze nella pratica e nella cultura musicali» (Art. 1 comma 7 c) anche attraverso l’impiego di docenti inseriti nell’organico per il potenziamento. L’indicazione dovrebbe essere resa operativa attraverso i decreti delegati previsti dalla stessa Legge (Art. 1 comma 180), con specifico riferimento alla «promozione e diffusione della cultura umanistica, valorizzazione del patrimonio e della produzione culturali, musicali, teatrali, coreutici e cinematografici e sostegno della creatività connessa alla sfera estetica» (comma 181 g).(cfr. il paragrafo Ordinamenti e programmi).

## Ordinamenti e programmi

### Scuola dell’infanzia
Nel 1969 sono ridefiniti gli “Orientamenti della scuola materna statale”, con l’inserimento di “Educazione musicale” che «va dalla ritmica, dalla danza, dall’interpretazione figurativa all’ascolto, all’esecuzione e all’invenzione di musiche e canti». Gli Orientamenti saranno rinnovati solo nel 1991, prevedendo i “campi di esperienza”. La musica è inserita nel campo “messaggi, forme e media”, e le attività sonore e musicali «mirano a sviluppare la sensibilità musicale, a favorire la fruizione della produzione presente nell’ambiente, a stimolare e sostenere l’esercizio personale diretto, avviando anche alla musica d’insieme». Negli anni 2000 sono emanati diversi provvedimenti di riforma, fino alla elaborazione delle Indicazioni nazionali per il curricolo, definitivamente approvate nel 2012, che riguardano le scuole dell’infanzia, primaria e secondaria di I grado.

#### Traguardi per lo sviluppo della competenza al termine della scuola dell'infanzia
- Il bambino comunica, esprime emozioni, racconta utilizzando le varie possibilità che il linguaggio del corpo consente.
- Inventa storie e sa esprimerle attraverso la drammatizzazione, il disegno, la pittura e altre attività manipolative; utilizza materiali e strumenti, tecniche espressive e creative; esplora le potenzialità offerte dalle tecnologie.
- Segue con curiosità e piacere spettacoli di vario tipo (teatrali, musicali, visivi, di animazione …); sviluppa interesse per l’ascolto della musica e per la fruizione di opere d’arte.
- Scopre il paesaggio sonoro attraverso attività di percezione e produzione musicale utilizzando voce, corpo e oggetti.
- Sperimenta e combina elementi musicali di base, producendo semplici sequenze sonoro-musicali.
- Esplora i primi alfabeti musicali, utilizzando anche i simboli di una notazione informale per codificare i suoni percepiti e riprodurli.

### Scuola primaria
Dopo la proclamazione della Repubblica, le prime modifiche ai programmi scolastici sono quelle per la scuola elementare emanate nel 1955 dal ministro Ermini. L’insegnamento della musica è praticamente ridotto al “Canto corale” e ad alcune attività di ascolto. Nel 1985, sono emanati, con la dizione “Educazione al suono e alla musica”, anche i nuovi programmi della scuola elementare in cui sono esplicitati con più chiarezza gli obiettivi formativi e date nuove indicazioni metodologiche. Nel 2012 sono definitivamente approvate le Indicazioni nazionali per il curricolo, con una prospettiva omogenea per la scuola primaria e la scuola secondaria di I grado ma con obiettivi e traguardi di competenza distinti.

#### Obiettivi di apprendimento al termine della classe quinta della scuola primaria
- Utilizzare voce, strumenti e nuove tecnologie sonore in modo creativo e consapevole, ampliando le proprie capacità di invenzione e improvvisazione.
- Eseguire collettivamente e individualmente brani vocali/strumentali anche polifonici, curando l’intonazione, l’espressività e l’interpretazione.
- Valutare aspetti funzionali ed estetici in brani musicali di vario genere e stile, in relazione al riconoscimento di culture, di tempi e luoghi diversi.
- Riconoscere e classificare gli elementi costitutivi basilari del linguaggio musicale all’interno di brani di vario genere e provenienza.
- Rappresentare gli elementi basilari di brani musicali e di eventi sonori attraverso sistemi simbolici convenzionali e non convenzionali.

#### Traguardi per lo sviluppo delle competenze al termine della scuola primaria
- L’alunno esplora, discrimina ed elabora eventi sonori dal punto di vista qualitativo, spaziale e in riferimento alla loro fonte.
- Esplora diverse possibilità espressive della voce, di oggetti sonori e strumenti musicali, imparando ad ascoltare se stesso e gli altri; fa uso di forme di notazione analogiche o codificate.
- Articola combinazioni timbriche, ritmiche e melodiche, applicando schemi elementari; le esegue con la voce, il corpo e gli strumenti, ivi compresi quelli della tecnologia informatica.
- Improvvisa liberamente e in modo creativo, imparando gradualmente a dominare tecniche e materiali, suoni e silenzi.
- Esegue, da solo e in gruppo, semplici brani vocali o strumentali, appartenenti a generi e culture differenti.
- Riconosce gli elementi costitutivi di un semplice brano musicale, utilizzandoli nella pratica.
- Ascolta, interpreta e descrive brani musicali di diverso genere.

### Scuola secondaria di I grado
La Legge n. 1859 del 1962, con la costituzione della scuola media unica, segna una svolta importante negli ordinamenti scolastici italiani. La disciplina "Educazione musicale" è stata introdotta col Decreto ministeriale del 24 aprile 1963 (come attività non autonoma ossia legata all'ambito dell'educazione artistica) con 1 ora settimanale obbligatoria nella prima classe e facoltativa nella seconda e terza classe con un programma indirizzato verso un'educazione alla musica. Con il Decreto ministeriale del 9 febbraio 1979 l'educazione musicale diviene una materia autonoma con 2 ore settimanali obbligatorie in tutte e tre le classi della scuola media con un programma basato su un'educazione alla e con la musica. Con la legge del 28 marzo 2003 relativa alla Riforma Moratti tale disciplina viene ridenominata "Musica". Con il Decreto legislativo del 19 febbraio 2004 le indicazioni nazionali prevedono un programma con una serie di obiettivi specifici di apprendimento (osa) comuni per il primo biennio e diversi per la terza classe integrati rispetto ai programmi del 1963 e 1979 con obiettivi inerenti alle nuove tecnologie applicate alla musica. Con il Decreto ministeriale del 31 luglio 2007 le Indicazioni nazionali per il curricolo snelliscono l'impostazione del programma del 2004 pur mantenendo sostanzialmente gli stessi contenuti. Le nuove Indicazioni nazionali del 16 novembre 2012 riflettono e sostituiscono quelle del 2004 e 2007 ed hanno come traguardi per lo sviluppo delle competenze al termine della scuola secondaria di primo grado anche capacità musicali utilizzando sistemi informatici.
Da ricordare che nel 1975 sono stati attivati in via sperimentale i corsi a indirizzo musicale, con la possibilità di scelta tra quattro strumenti. I corsi sono stati poi ricondotti ad ordinamento nel 1996 e nel 1999 sono stati definiti i programmi di insegnamento.

#### Obiettivi disciplinari finali
Ecco di seguito gli obiettivi disciplinari finali comuni a tutte e tre le classi:
(Criteri di valutazione)
- Comprensione ed uso dei linguaggi specifici
- Espressione vocale ed uso dei mezzi strumentali
- Capacità di ascolto e comprensione dei fenomeni sonori e dei messaggi musicali
- Rielaborazione personale di materiali sonori

#### Traguardi per lo sviluppo delle competenze al termine della scuola secondaria di primo grado
- L'alunno partecipa in modo attivo alla realizzazione di esperienze musicali attraverso l'esecuzione e l'interpretazione di brani strumentali e vocali appartenenti a generi e culture differenti.
- Usa diversi sistemi di notazione funzionali alla lettura, all'analisi e alla riproduzione di brani musicali.
- È in grado di ideare e realizzare, anche attraverso l'improvvisazione o partecipando a processi di elaborazione collettiva, messaggi musicali e multimediali, nel confronto critico con modelli appartenenti al patrimonio musicale, utilizzando anche sistemi informatici.
- Comprende e valuta eventi, materiali, opere musicali riconoscendone i significati, anche in relazione alla propria esperienza musicale e ai diversi contesti storico-culturali.
- Integra con altri saperi e altre pratiche artistiche le proprie esperienze musicali, servendosi anche di appropriati codici e sistemi di codifica.

#### Obiettivi di apprendimento al termine della scuola secondaria di primo grado
- Eseguire in modo espressivo, collettivamente e individualmente, brani vocali e strumentali di diversi generi e stili, anche avvalendosi di strumentazioni elettroniche.
- Improvvisare, rielaborare, comporre brani musicali vocali e strumentali, utilizzando sia strutture aperte, sia semplici schemi ritmico-melodici.
- Riconoscere e classificare anche stilisticamente i più importanti elementi costitutivi del linguaggio musicale.
- Conoscere, descrivere e interpretare in modo critico opere d'arte musicali e progettare/realizzare eventi sonori che integrino altre forme artistiche, quali danza, teatro, arti visive e multimediali.
- Decodificare e utilizzare la notazione tradizionale e altri sistemi di scrittura.
- Orientare la costruzione della propria identità musicale, ampliarne l'orizzonte valorizzando le proprie esperienze, il percorso svolto e le opportunità offerte dal contesto.
- Accedere alle risorse musicali presenti in rete e utilizzare software specifici per elaborazioni sonore e musicali.

#### Esame di musica
Al termine della scuola secondaria di primo grado la musica rientra, come tutte le altre discipline, nel colloquio pluridisciplinare che costituisce la fase orale dell'esame.

#### Corsi ad indirizzo musicale nelle scuole medie
In alcune scuole medie (secondarie di primo grado) sono attivi corsi ad indirizzo musicale, in cui l'insegnamento di uno strumento per tre ore settimanali è integrato al programma di educazione musicale ed è considerato un momento formativo generale, anche per l'importanza data alla musica d'insieme, con l'istituzione di orchestre d'istituto e l'organizzazione di concerti e l'allestimento di operette musicali.

### Scuola secondaria di II grado
Nel secondo dopoguerra, per quanto riguarda le scuole secondarie di secondo grado, mentre viene mantenuto l’insegnamento di Musica e canto corale negli Istituti magistrali (anche se ridotto nel 1953 a un’ora alla settimana per le quattro classi), negli altri Istituti (licei, istituti tecnici, istituti professionali, istituti d’arte) la musica non è prevista. Dopo varie proposte di riforma tra gli anni ‘50 e ’80, solo nel 1988 la Commissione Brocca nominata dal ministro Galloni elabora i nuovi programmi per il primo biennio delle scuole superiori, e tra il 1991 e il 1994, quelli per il triennio. I nuovi programmi e l’articolazione dei vari indirizzi di studio non furono normati da apposito provvedimento legislativo, ma potevano essere adottati in via sperimentale dai singoli Istituti. “Arte e musica” sono discipline presenti, con due ore settimanali, nei bienni degli indirizzi classico, linguistico, socio-psicopedagogico, scientifico. Nel triennio però è solo nell’indirizzo socio-psicopedagogico che è prevista nel piano orario “Storia della musica”, mentre negli indirizzi classico e linguistico è tra le materie opzionali.
La legge n. 53 del 2003 (ministro Moratti) ristruttura le scuole superiori in due indirizzi: i licei quinquennali e la formazione professionale. La riforma in realtà non viene attivata e con la legge 169 del 2008 (ministro Gelmini) si procede a una nuova articolazione: i licei (classico, scientifico, artistico, musicale-coreutico, delle scienze umane, linguistico), gli istituti tecnici (due settori e undici indirizzi) e gli istituti professionali (due settori con sei indirizzi). Tra le materie curricolari – escluso ovviamente il liceo musicale e coreutico – non figura “Musica”, che scompare anche dal liceo socio-psicopedagogico. Qualche insegnamento musicale è attivabile tra le materie opzionali previste dal Piano dell’Offerta Formativa (POF) ma «nei limiti del contingente di organico assegnato all’istituzione scolastica».
Il “Regolamento recante revisione dell’assetto ordinamentale, organizzativo e didattico dei licei” (Dpr n. 89 del 15 marzo 2010), finalizza il Liceo musicale e coreutico «all’apprendimento tecnico-pratico della musica e della danza e allo studio del loro ruolo nella storia e nella cultura». Oltre alle discipline comuni a tutti i licei, per la sezione musicale sono previste le seguenti discipline specifiche: Esecuzione e interpretazione, Teoria, analisi e composizione, Storia della musica, Laboratorio di musica d’insieme, Tecnologie musicali, Scienze motorie e sportive. Con il diploma rilasciato al termine del percorso quinquennale non si accede però automaticamente ai corsi di I livello dei Conservatori, per i quali è previsto comunque un esame di ammissione. La nascita del liceo Musicale e Coreutico nell'anno scolastico 2010/11 ha sancito un processo di integrazione e continuità dei percorsi formativi in campo musicale. Il liceo musicale e coreutico, nelle rispettive sezioni, è indirizzato all'apprendimento tecnico-pratico della musica e della danza e allo studio del loro ruolo nella storia e nella cultura. D.P.R. n. 89/2010. art. 7. Il percorso del liceo musicale e coreutico, articolato nelle rispettive sezioni, è indirizzato all’apprendimento tecnico-pratico della musica e della danza e allo studio del loro ruolo nella storia e nella cultura Decreto n. 211/2010 “Indicazioni Nazionali” All E1 e E2 guida lo studente ad approfondire e a sviluppare le conoscenze e le abilità e a maturare le competenze necessarie per acquisire, anche attraverso specifiche attività funzionali, la padronanza dei linguaggi musicali e coreutici sotto gli aspetti della composizione, interpretazione, esecuzione e rappresentazione, maturando la necessaria prospettiva culturale, storica, estetica, teorica e tecnica. Assicura altresì la continuità dei percorsi formativi per gli studenti provenienti dai corsi ad indirizzo musicale di cui all’articolo 11, comma 9, della legge 3 maggio 1999, n. 124, fatto salvo quanto previsto dal comma 2. L’iscrizione al percorso del liceo musicale e coreutico è subordinata al superamento di una prova preordinata alla verifica del possesso di specifiche competenze musicali o coreutiche. L’orario annuale delle attività e insegnamenti obbligatori per tutti gli studenti è di 594 ore nel primo biennio, nel secondo biennio e nel quinto anno, corrispondenti a 18 ore medie settimanali. Al predetto orario si aggiungono, per ciascuna delle sezioni musicale e coreutica, 462 ore nel primo biennio, nel secondo biennio e nel quinto anno, corrispondenti a 14 ore medie settimanali. Il piano degli studi del liceo musicale e coreutico e delle relative sezioni è definito dall’allegato E al regolamento 8 D.P.R. n. 89/2010.

### Conservatori di musica
La legge 508 del 1999 ha trasformato i Conservatori di musica in Istituti Superiori per gli Studi Musicali, integrandoli nel sistema AFAM (Alta Formazione Artistica e Musicale), comprendente anche gli Istituti musicali pareggiati, le Accademie di belle arti, l’Accademia nazionale di danza, l’Accademia nazionale d'arte drammatica, gli Istituti superiori per le industrie artistiche, ed equiparandoli alle Università. Attualmente sono presenti i seguenti corsi di studi:

#### Triennio ordinamentale (Diploma accademico di I livello)
Formato da tre anni di corso, costituisce la laurea di I livello ed ha un totale di 180 crediti. Con i trienni ordinamentali vengono aboliti i vecchi ordinamenti vigenti. Con l'entrata in vigore del D.M. 249 del 10-09-2010 tutti i trienni accademici di 1º livello dei conservatori possono diventare parte di un percorso abilitante all'insegnamento nella classe di concorso A032 (educazione musicale). La modalità indicata nel suddetto D.M. per raggiungere questo obiettivo è l'inserimento nei piani di studio di almeno 21 CFA dei settori artistico-disciplinari dell'area di Didattica della Musica. Il conseguimento di un triennio con i 21 CFA di Didattica della Musica è il requisito indispensabile (unica alternativa allo specifico triennio di Didattica della Musica) per avere accesso ai futuri bienni di 2º livello A032 e al successivo anno di tirocinio (D.M. 249-2010, Articolo 9, comma 2, Tabella 8) I 21 CFA di Didattica della Musica possono essere aggiunti ai 180 previsti nei Piani di Studio personali di ogni studente. Per accedere al triennio bisogna essere in possesso della maturità; solo in caso di spiccate capacità dell'allievo il direttore, d'accordo con il consiglio accademico, può far accedere al triennio dei non maturandi, in possesso almeno della licenza media.

#### Biennio sperimentale (Diploma accademico di II livello)
Il biennio di secondo livello consiste in due anni di studi per un totale di 120 crediti, inclusa la tesi. Alla fine dei corsi e dopo il superamento degli esami, si otterrà una laurea magistrale di secondo livello. Per accedervi si ha bisogno di un diploma accademico di I livello AFAM (L-19/S1) o di una laurea universitaria equipollente (L-3 ma per alcuni bienni anche L-4, L-1, L-17, L-20 e simili ex D.M. 509/1999 modificato e integrato con ex D.M. 270/2004 previo riconoscimento di almeno 120 crediti e non più di 60 debiti da recuperare nel biennio). Si può accedere anche con un diploma accademico a ciclo unico ante riforma congiuntamente al diploma di maturità oppure con un Diploma di Laurea (DL) o Diploma Universitario triennale (DU) pervio riconoscimento di 180 crediti nominali (min120-max 240). Le scuole dirette ai fini speciali biennali e comunque corsi universitari di durata inferiore ai 3 anni non permettono l'accesso.
Il diploma dà accesso ai master di 2º livello ed a qualunque titolo di terzo ciclo.

#### Preaccademico
Nei conservatori italiani sono presenti anche i corsi di formazione preaccademica, cioè quei corsi la cui formazione musicale precede i corsi accademici di primo livello. Per i preaccademici non ci sono limiti d'età e non è necessario alcun titolo di studio. I corsi sono articolati in più periodi di studio (da due a tre), che variano in base al corso di studio scelto. I corsi prevedono alcune materie principali, che prevedono l'obbligo di partecipazione alle lezioni pena l'esclusione dal conservatorio (max 15 giorni di assenza) e altre facoltative le quali, nonostante non costituiscano materia d'esame, forniscono crediti agli studenti delle suddette discipline. L'accesso ai preaccademici è consentito dopo lo svolgimento davanti ad una commissione di un esame di ammissione; per poter accedere, il voto minimo non dovrà essere inferiore a 6. Nel caso in cui più alunni abbiano diritto all'ammissione ai corsi, ha precedenza l'alunno che ha raggiunto un voto maggiore all'esame di ammissione; in caso di parità, ha diritto l'aspirante di età minore, fino ad esaurimento posti (determinati in precedenza dal consiglio accademico). Alla fine di ogni periodo di studio l'allievo dovrà effettuare un esame di compimento davanti ad una commissione formata da almeno tre professori; invece, alla fine di ogni annualità l'allievo deve effettuare delle verifiche di idoneità, le quali verranno effettuate nell'orario giornaliero davanti al proprio insegnante. Nel caso in cui un alunno non superi un esame dovrà effettuare un esame di riparazione, che può avvenire, a discrezione del singolo conservatorio, in due sessioni. In ogni periodo di studio si può ripetere l'anno una sola volta; nel caso in cui l'allievo venga bocciato più volte durante un periodo di studio sarà escluso dal conservatorio. Alla fine dei corsi preaccademici non vengono rilasciati titoli di studio, ma solamente certificati di competenza.

#### Scuola di Didattica della musica e formazione degli insegnanti
Anche a seguito dell’introduzione di “Educazione musicale” negli ordinamenti della scuola media nel 1969 venne sollecitata l’attivazione del corso straordinario di Didattica della musica nei Conservatori finalizzato alla formazione dei futuri insegnanti. Nel 1970 una circolare del ministro Misasi definì l’ordinamento del corso. Negli anni ’80 furono elaborate diverse proposte per il passaggio da Corso straordinario a “Scuola” ordinaria, obiettivo che venne raggiunto nel 1992 grazie alle azioni del Coordinamento nazionale dei Docenti di Didattica della musica. L’apposito Decreto Ministeriale del 13 aprile 1992 definì la struttura del Corso ordinario di Didattica della musica articolato in cinque insegnamenti: Pedagogia musicale, Elementi di composizione per la didattica, Direzione di coro e repertorio corale, Storia della musica per la didattica, Pratica della lettura vocale e pianistica. Nel 2002 il Diploma in Didattica della musica ha acquisito valore abilitante per l’insegnamento nelle scuole secondarie. In seguito, su iniziativa dei Docenti di Didattica della Musica – Gruppo Operativo (DDM-GO), sono state elaborate diverse proposte per l’adeguamento dei percorsi formativi alle modifiche apportate dalla legislazione in merito sia alla formazione iniziale degli insegnanti sia agli ordinamenti scolastici. Attualmente sono stati attivati anche corsi triennali in Didattica della musica, il cui diploma non è però abilitante.
Per insegnare musica nella scuola fino ad oggi era sufficiente un diploma di conservatorio o una laurea Dams. I Diplomi di conservatorio e le lauree Dams non comprendevano di fatto uno specifico percorso di formazione in Didattica della musica. Diplomi e lauree davano la possibilità di accesso alle graduatorie di Istituto, funzionali alla copertura dei posti di insegnamento vacanti tramite l’affidamento di supplenze (annuali o temporanee). Ai posti di ruolo (contratto a tempo indeterminato) si accede, tramite concorso, solo da chi è in possesso dell’abilitazione all’insegnamento. Oggi la nuova normativa prevede che anche per l’accesso alle graduatorie d’istituto si debba essere in possesso della specifica abilitazione all’insegnamento acquisibile con un biennio specialistico e un anno di tirocinio. La Legge 107 del 13 luglio 2015 prevede, con apposita delega al Governo, il «riordino, adeguamento e semplificazione del sistema di formazione iniziale e di accesso nei ruoli di docente nella scuola secondaria, in modo da renderlo funzionale alla valorizzazione sociale e culturale della professione» (Art. 181 b). Le norme vigenti attualmente sono quelle stabilite dal decreto ministeriale 249 del 10 settembre 2010: «I percorsi formativi preordinati all’insegnamento delle discipline artistiche, musicali e coreutiche della scuola secondaria di primo grado e di secondo grado sono attivati dalle università e dagli istituti di alta formazione artistica, musicale e coreutica di cui alla Legge 21 dicembre 1999, n. 508, nell’ambito dei quali si articolano nel corso di diploma accademico di II livello e nel successivo anno di tirocinio formativo attivo secondo quanto prescritto dal presente decreto» (art. 3, comma 3). Per la formazione degli insegnanti di materie artistiche, musicali e coreutiche della scuola secondaria di primo e secondo grado, i percorsi formativi comprendono: «a) il conseguimento del diploma accademico di II livello ad indirizzo didattico a numero programmato e con prova di accesso al relativo corso; b) lo svolgimento del tirocinio formativo attivo comprensivo dell’esame con valore abilitante, disciplinati dall’articolo 10. 2. Le tabelle 8, 9 e 10 allegate al presente decreto individuano per ciascuna delle classi di abilitazione ivi indicate e previste dal decreto del Ministro dell’istruzione, dell’università e della ricerca 26 marzo 2009, n. 37: a) i requisiti per l’accesso alla prova di cui al comma 1, lettera a); b) i corsi accademici biennali necessari per accedere al tirocinio annuale di cui al comma 1, lettera b)» (Art. 9). Di fatto, dopo l’entrata in vigore del Decreto, sono stati attivati solo alcuni corsi relativi alle cattedre di strumento musicale per la scuola secondaria inferiore. In base alle norme transitorie del decreto (Art. 15) sono stati attivati anche i Tirocini Formativi Attivi.

### Università
In ambito universitario, si inizia a porre una maggiore attenzione alle problematiche dell'educazione musicale soltanto dagli anni settanta, con l'istituzione del corso DAMS (discipline della arti, della musica e dello spettacolo) all'Università di Bologna; in particolare con gli insegnamenti di semiologia della musica e metodologia dell'educazione musicale tenuti da Gino Stefani e pedagogia musicale attivato nel 2003 da Giuseppina La Face. L'esperimento pionieristico dell'università bolognese, fu nel tempo replicato e introdotto in diversi atenei di tutta la penisola italiana; non mancarono, in seguito, iniziative e percorsi trasversale, quali il Dipartimento di musicologia e beni culturali istituito a Cremona dall'università degli Studi di Pavia.
Il Decreto ministeriale 249 del 10 settembre 2010, ha ridefinito l'ordinamento e i contenuti dei corsi che possono essere attivati dalle università e dai conservatori di musica per la formazione degli insegnanti di discipline musicali nelle scuole secondarie. La legge 107 del 2015 prevede, tramite apposita delega al Governo, il «riordino, adeguamento e semplificazione del sistema di formazione iniziale e di accesso nei ruoli di docente nella scuola secondaria, in modo da renderlo funzionale alla valorizzazione sociale e culturale della professione» (Art. 181 b).

## Enti e istituzioni
- Centro studi musicali e sociali Maurizio Di Benedetto (CSMDB)
- Forum nazionale per l'educazione musicale
- Società Italiana per l'Educazione Musicale (SIEM)

## Figure di rilievo
Marco De Natale, Carlo Delfrati, Roberto Goitre, Sergio Liberovici, Giovanni Piazza, Boris Porena, Gino Stefani

## Pubblicazioni sull'argomento

### Riviste
- beQuadro: bollettino trimestrale del Centro di Ricerca e di Sperimentazione per la Didattica della musica uscito dal 1981 al 2005, ha pubblicato studi e ricerche originali sia sull’educazione musicale di base che sulla pratica strumentale.
- Educazione Musicale: pubblicata dal 1964 al 1975 dal Centro Didattico per l'Istruzione Artistica.
- Laboratorio Musica: pubblicata dal 1979 al 1982 con la direzione di Luigi Nono.
- La Cartellina:  fondata da Roberto Goitre nel 1977, pubblica proposte di didattica musicale per la scuola materna, elementare e media, nonché saggi di musicologia, pratica corale, bibliografie, recensioni librarie e discografiche oltre a composizioni inedite per formazioni corali.
- Musica Docta: rivista digitale peer reviewed ad accesso aperto, nata nel 2010 nell’alveo del SagGEM (Gruppo per l’Educazione Musicale del «Saggiatore musicale»).
- Musica Domani: rivista della SIEM, dal 1971 al 2014 in formato cartaceo, ora solo online.
- Musicascuola:  pubblicata dal 1983 al 1993, aveva come sottotitolo “Rivista di didattica del/col/intorno al suono e alla musica per la scuola di base” e oltre a contributi originali, documentava le concrete esperienze realizzate nelle scuole.
- Musicheria.net: dal 1999 rivista online del Centro Studi musicali e sociali "Maurizio Di Benedetto".
- Progetto Uomo-Musica: rivista semestrale pubblicata dal 1992 al 1996 dal Centro Educazione Permanente - Sezione Musica della PCC di Assisi.

### Collane
- Crescere con la musica (Curci)
- Educazione musicale (EDT / SIEM)
- Esplorazioni musicali (Progetti Sonori)
- Fare musica (UtOrpheus)
- Idee e materiali musicali (Centro Studi musicali e sociali Maurizio Di Benedetto / FrancoAngeli)
- Musica & Didattica (ETS)
- Musica e scienze umane (Clueb)
- Quaderni di Musica Applicata (PCC)